# Urbania pappigera
Urbania pappigera là một loài thực vật có hoa trong họ Cỏ roi ngựa. Loài này được Phil. miêu tả khoa học đầu tiên năm 1891.